# Knowledge management
Knowledge management syftar till hur ett företag eller annan organisation handhar, förvaltar, överför och delar sin inneboende kunskap. Många stora företag använder sig av Knowledge Management internt, ofta som en del av sin strategi. Även flera konsultföretag finns till för att erbjuda råd angående Knowledge Management till dessa företag.

## Historia
Knowledge Management har en lång historia som inkluderar bland annat arbetsforumsdiskussioner, formell lärlingsutbildning, diskussionsforum, företagsbibliotek, professionella tränings- och mentorprogram. På grund av den ökade användningen av datorer under den senare delen av 1900-talet, har på senaste tid användning av teknologier så som kunskapsbaser, expertsystem, kunskapsförvaringsställen och intranät introducerats inom området. 
När det gäller företaget kunde de första fallstudierna tidigt påvisa vikten av Knowledge Management-dimensionerna strategi, process och mätning. Några av de viktiga lärdomarna var: att människor och de kulturella normer som påverkar deras beteenden är de mest kritiska resurserna för framgångsrikt kunskapsskapande, spridning och tillämpning; att kognitiva, sociala och organisatoriska lärandeprocesser är avgörande för framgången för en Knowledge Management-strategi; att mätning, benchmarking och incitament är nödvändiga för att påskynda inlärningsprocessen och att driva på kulturell förändring. Kort sagt kan Knowledge Management-program ge stora fördelar för individer och organisationer om de är ändamålsenliga, konkreta och handlingsinriktade.
På senare tid[när?], med tillkomsten av Web 2.0, har begreppet Knowledge Management utvecklats mot en vision som mer bygger på människors deltagande och sammankomst. Denna rad av evolution kallas Enterprise 2.0. Det finns dock en pågående[när?] debatt och diskussioner om huruvida Enterprise 2.0 bara är en modefluga som inte medför något nytt eller användbart, eller om det verkligen är framtiden för kunskapshantering.

## Knowledge Management-system
Knowledge Management-system hänvisar till ett system för att hantera kunskap i organisationer med målet att stödja skapande, inhämtning, lagring och spridning av information. Det kan bestå av en del (varken nödvändigt eller tillräckligt) av ett Knowledge Management-initiativ. Idén med ett Knowledge Management-system är att ge anställda tillgång till organisationens dokumenterade bas av fakta, informationskällor och lösningar. 

Ett Knowledge Management-system kan vara något av följande:

1. Dokumentbaserade, dvs någon teknik som möjliggör skapande, ledning eller delning av formaterade dokument, exempelvis Lotus Notes, SharePoint, webb eller distribuerade databaser.
2. Baserade på ontologi/taxonomi: dessa liknar dokumentettekniker i den meningen att ett system med terminologier (dvs ontologi) används för att sammanfatta handlingen.[förtydliga]
3. Baserat på AI-teknologier, vilka använder ett anpassat representationssystem för att representera problemdomänen.
4. Ge nätverkskartor över den organisation som visar flödet av kommunikationen mellan enheter och individer.
5. Att sociala nätverksverktyg sätts in för att ge ett mer organiskt förhållningssätt till skapandet av ett Knowledge Management-system.

Knowledge Management-system hanterar information, även om Knowledge Management som en disciplin går utöver den informationscentrerade aspekten av vilket system som helst. Knowledge Management-system är en klass av informationssystem och kan bygga på, eller använda andra informationskällor. Utmärkande egenskaper hos ett sådant system kan vara:
1. Syfte: ett Knowledge Management-system har ett uttalat kunskapsmål av något slag, såsom samarbete, utbyte av god praxis eller liknande.
2. Bakgrund: Ett perspektiv på Knowledge Management-system ser att kunskap är information som är meningsfullt organiserad, ackumulerad och inbäddad i ett sammanhang av skapande och tillämpning.
3. Processer: Knowledge Management-system är utvecklade för att stödja och förbättra kunskapsintensiva processer, aktiviteter eller projekt för till exempel skapande, konstruktion, identifiering, förvärv, urval, värdering, organisation, länkning, strukturering, formalisering, visualisering, överföring, distribution, lagring, underhåll, förfining, revision, evolution, åtkomst, hämtning och tillämpning av kunskap, även kallat kunskapslivscykeln.
4. Deltagare: Användare kan spela rollen som aktiva, engagerade deltagare i kunskapsnätverk och samhällen anknutna till Knowledge Management-system, även om detta inte nödvändigtvis är fallet. Knowledge Management-system hålls för att återspegla att kunskap utvecklas gemensamt och att "fördelningen" av kunskap leder till ständig förändring, återuppbyggnad och tillämpning i olika sammanhang, av olika aktörer med olika bakgrund och erfarenheter.
5. Instrument: Knowledge Management-system stöder Knowledge Management-instrument, till exempel fångande, skapande och fördelning av kodifierade aspekter av erfarenhet, skapandet av företagens kunskapskataloger, ontologier, kompetenser, färdigheter, systemhantering, kollaborativ filtrering och hantering av intressen som används för att ansluta människor, etc.

## Fördelar och andra aspekter kring Knowledge Management
Några av fördelarna med Knowledge Management-system är:

1. Delandet av värdefull organisationsinformation genom den hela organisatoriska hierarkin.
2. Kan undvika att upprepningar sker, minskar överflödigt arbete.
3. Kan minska utbildningstiden för nyanställda
4. Bevarar immaterialrätter efter att den anställde lämnat organisationen, om sådan kunskap kan kodifieras.
5. Förbättrar tidsplanering

Kunskapsutbyte är fortfarande[när?] en utmanande fråga inom Knowledge Management, och även om det inte finns några tydliga överenskommelsehinder kan det finnas tidsproblem för kunskapsarbete, låg nivå av förtroende och brist på effektivt stöd inom teknik och kultur.